# Гай Ауфідій Вікторін
Гай Ауфідій Вікторін (лат. Gaius Aufidius Victorinus; ? — 185) — державний та військовий діяч Римської імперії, консул 183 року.

## Життєпис
Народився у м. Пізаурум (сучасне м.Пезаро, Умбрія). Замолоду перебрався до Риму. Навчався у Фронтона. Під час цього затоваришував з майбутнім імператором Марком Аврелієм. У 155 році призначається консулом суфектом разом з Марком Гавієм. У 162—166 роках як імператорський легат—пропретор керував провінцією Верхня Германія. Під час своєї каденції обороняв кордони імперії від нападів племені хаттів.
У 166—167 році на посаді comes (на кшталт начальника штабу) імператорів Марка Аврелія та Луція Вера брав участь у Першій маркоманській війні.
У 168—169 році як імператорський легат—пропретор керував провінцією Дакія, у 170—171 роках — провінцією Бетіка, у 171—172 роках — провінцією Ближня Іспанія. У 171 році придушив повстання маврів, які напали на м. Гіспаліс (сучасне місто Севілья).
У 172—173 роках був префектом Риму. У 173—175 роках — проконсул провінції Африка, у 177—179 роках керував провінцією Сирія.
У 179 році вдруге призначено префектом Риму. Каденція тривала до 183 року, коли Вікторин став консулом разом з імператором Марком Аврелієм Коммодом Антоніном. У 185 році помер у Римі.

## Сім'я
Дружина — Грація, донька Марка Корнелія Фронтона
Діти:
- Марк Ауфідій Фронтон, консул 199 року
- Гай Ауфідій Вікторин, консул 200 року